# 伊利亚斯·巴克特别科夫
伊利亚斯·巴克特别科夫（1992年9月15日—）是一名吉尔吉斯斯坦现代五项运动员，身高1.79米，体重79千克。曾参加2010年广州亚运会现代五项比赛，并获得男子个人第十七名和男子团体第四名。